# سیکستوس پنجم
پاپ سیکستوس پنجم (به انگلیسی: Sixtus V) (تولد ۱۳ دسامبر ۱۵۲۰ - درگذشت ۲۷ اوت ۱۵۹۰)یکی از پاپ‌های کلیسای کاتولیک رم بود که در ایتالیا به دنیا آمد و از ۱۵۸۵ تا ۱۵۹۰ میلادی پاپ بود.